# Сельхозтехника (предприятие)
«Сельхозтехника» — название системы предприятий в СССР, занимавшихся поставкой, ремонтом, снабжением запасными частями и эксплуатацией сельскохозяйственной техники.

## История

### Машинно-тракторные (МТС) и ремонтно-технические станции (РТС)
Для обеспечения технической и организационной помощи сельскохозяйственной техникой крупным производителям сельскохозяйственной продукции — колхозам, совхозам, сельскохозяйственным кооперативам — в СССР в конце 1920-х годов были созданы Машинно-тракторные станции, которые сыграли существенную роль в организации самих производителей и их материально-технической базы. В 1958 году МТС были упразднены — колхозам и совхозам продана сельскохозяйственная техника и переданы её обслуживание и ремонт . Затем были организованы ремонтно-технические станции. Постановлением ЦК КПСС и Совета министров СССР от 18 апреля 1958 года № 425 в составе этих станций были введены должности государственных технических инспекторов.

### Самостоятельная структура
В 1961 г. вместо системы ремонтно-технологических станций создаются предприятия «Сельхозтехника» (головная организация — объединение «Союзсельхозтехника», Москва), созданные Постановлением ЦК КПСС, Совмина СССР от 20.02.1961 № 151 «Об образовании Всесоюзного объединения Совета Министров СССР по продаже сельскохозяйственной техники, запасных частей, минеральных удобрений и других материально-технических средств, организации ремонта и использования машин в колхозах и совхозах („Союзсельхозтехника“)». Новое объединение было своего рода сельскохозяйственной дилерской службой СССР . В регионах СССР действовали подчиненные объединения - в России это Всероссийское объединение "Россельхозтехника". Кроме ремонтно-снабженческих задач, "Сельхозтехника" также получила службу технического надзора . 
Важную роль объединение "Союзсельхозтехника" сыграло не только в механизации, но и химизации сельского хозяйства страны. В 1964 г. оно получает расширенные полномочия в области химизации сельского хозяйства, с 1969 г. отвечает за выполнение по договорам с хозяйствами работ по химической защите растений от вредителей и болезней и по борьбе с сорняками, а также необходимое обслуживание авиахимических работ по защите растений, для чего в её структуре создаются механизированные отряды и специализированные отделения. Позднее они станут основой трестов и специализированных отделений по производственному и агрохимическому обслуживанию колхозов и совхозов, а те, в свою очередь - базой для создания будущей Союзсельхозхимии. 
Союзсельхозтехника располагала сетью машинно-испытательных станций (МИС) и собственными научными учреждениями, в частности:
1. Государственный союзный научно-исследовательский технологический институт ремонта и эксплуатации тракторов и сельскохозяйственных машин (ГосНИТИ), созданный приказом Министерства сельского хозяйства и заготовок СССР от 4 ноября 1953 года на базе ВИМ (в 1959-1961 гг. вновь объединен с ним), Приказом Всесоюзного объединения «Союзсельхозтехника» от 17 мая 1961 года был вновь создан как Государственный всесоюзный технологический институт ремонта и эксплуатации машинно-тракторного парка.[4] Институт просуществовал до 2016 года, после чего был вновь присоединен к ФНАЦ ВИМ.
2. Центральный научно-исследовательский институт информации и технико-экономических исследований (ЦНИИТЭИ В/О «Союзсельхозтехника», в дальнейшем — ЦНИИТЭИ Госкомсельхозтехники СССР, АгроНИИТЭИИТО, ГНУ «Информагротех», ФГНУ «Росинформагротех», ФГБНУ «Росинформагротех»), созданный в 1967 г. на базе отдела научно-технической информации Пушкинской государственной зональной машиноиспытательной станции[5].

Всесоюзное объединение «Союзсельхозтехника» было преобразовано 5 июля 1978 года в Государственный комитет СССР по производственно-техническому обеспечению сельского хозяйства (Госкомсельхозтехнику СССР). В 1985 году комитет вошел в состав Госагропрома СССР.

### Руководители системы "Сельхозтехника"
Председатели Всесоюзного объединения:
1. Кучумов Павел Сергеевич (1961-1962)
2. Ежевский Александр Александрович (1962-1978)

Председатели Госкомсельхозтехники:
1. Ежевский Александр Александрович (1978-1980)
2. Хитрун Леонид Иванович (1980-1985)